# Касьянов, Александр Александрович (политик)
Алекса́ндр Алекса́ндрович Касья́нов (род. 1 октября 1959, Саратов) — российский государственный деятель. В 2006-2009 годах занимал пост мэра города Орла.

## Биография
Родился 1 октября 1959 года в Саратове. Окончил Воронежский инженерно-строительный институт по специальности «промышленное и гражданское строительство» и аспирантуру Московского инженерно-строительного института им. В. В. Куйбышева. Кандидат экономических наук.
После получения образования работал в ведущих строительных организациях Орла. Преподавал экономические дисциплины в ОрёлГТУ и орловском филиале ВЗФЭИ.
С 2001 по 2003 год возглавлял комитет по бюджету и налоговой политике Орловского городского Совета народных депутатов. До избрания мэром Орла стоял во главе инвестиционно-строительного холдинга ООО «Стройинвестдевелопмент». До этого был генеральным директором ОАО "Орелстрой".
С 2006 по 2009 год занимал пост мэра Орла. В период его руководства приоритетным направлением стало благоустройство городских территорий. В том же году начата генеральная реконструкция пешеходного Александровского моста: аварийно опасный мост перестраивали, сохраняя исторический вид конструкции.
В 2009 г. был осужден по ст.199.2 УК РФ.
С 27 июля 2010 года возглавляет ЗАО «Первая городская управляющая компания», став руководителем группы компаний, управляющих на данный момент более 40 % многоквартирных домов города.